# 盖伊·尤伦斯
盖伊·尤伦斯男爵（Baron Guy Ullens，1935年1月31日—2025年4月19日），全名盖伊·弗朗索瓦·爱德华·玛丽·尤伦斯·德·斯霍滕·惠特纳尔（Guy François Edouard Marie Ullens de Schooten Whettnall），比利时收藏家，商人。
盖伊·尤伦斯的父亲于兰斯 （Baron Jean Ullens de Schooten）曾于1928年在南京的比利时驻华使馆担任外交官。他的舅舅纪佑穆曾任比利时驻华大使。受父亲影响，盖伊·尤伦斯少时就接触了中国文化。1986年，盖伊·尤伦斯首次前往中国。此后，他结识了很多中国当代艺术家，并收藏了他们的作品。他也收藏了中国古代的艺术品。2007年，他在北京798艺术区开办了尤伦斯当代艺术中心。
2009年，盖伊·尤伦斯开始抛售自己的藏品。抛售引发了争议。尤伦斯当代艺术中心首任馆长费大为公开批评拍卖行为是“无耻的典范”。报道称，收藏中国当代艺术品时，尤伦斯曾承诺不会卖掉藏品，艺术家们出于信任也会将作品折价卖给尤伦斯，尤伦斯因此通过拍卖获得大量利润。也有评论认为尤伦斯购入作品时付出的是公道的市场价，没有折扣。